# Chinesische Ordensprovinz der Jesuiten
Die Chinesische Ordensprovinz der Jesuiten (Yesu hui Zhonghua sheng 耶稣会中华省) ist eine der Ordensprovinzen der Gesellschaft Jesu. Sie wurde im April 1991 gegründet. Sie ist für die apostolische Arbeit auf dem chinesischen Festland, in Hongkong, Macau und die Republik China (Taiwan), zuständig.
Ihr Sitz ist heute in Macau.
Die Jesuiten waren zuvor in China bis zur Aufhebung des Jesuitenordens im Jahr 1773 durch Papst Clemens XIV. präsent. Dies bedeutete nicht den Zusammenbruch der katholischen Kirche in China, aber das Engagement der Jesuiten in den chinesischen römisch-katholischen Gemeinden kam abrupt und nahezu vollständig zum Erliegen.